# Tirol Raiders

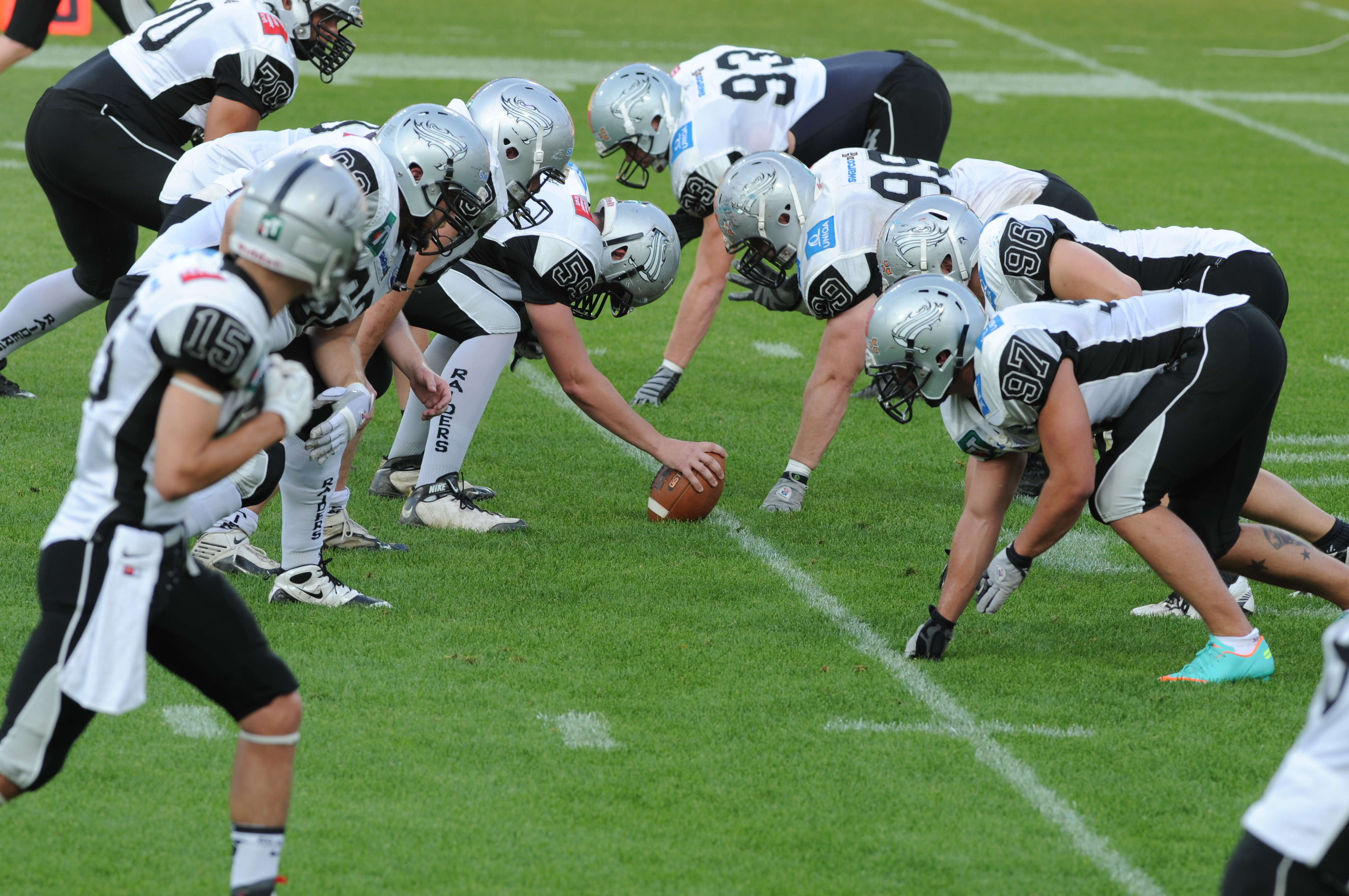
Jugadores del equipo en 2013.

Tirol Raiders (español: Corsarios del Tirol) es un equipo de fútbol americano de Innsbruck, Tirol (Austria).
Su nombre comercial actual es Swarco Tirol Raiders, por su patrocinador principal, Swarco Holding AG. Anteriormente usaron Papa Joe's Tirol Raiders por el patrocinador anterior. 

## Historia

#### Inicios
El equipo fue fundado el 15 de septiembre de 1992, y comenzó la competición en la temporada de 1993 participando en la Tercera División de Austria, realizando una magnífica campaña que terminaron imbatidos, por lo que ascendieron a Segunda División. En 1998 volvieron a ascender, esta vez a la Primera División de la Liga Austriaca de Fútbol Americano (AFL), donde permanecen.

#### Primera temporada en primera división
Debido a un aumento de la liga y las buenas actuaciones en la temporada anterior, los Raiders jugaron en 1998 por primera vez en la Primera División. El equipo terminó la temporada en el séptimo lugar de ocho equipos. En la siguiente temporada de 1999, los Raiders se reforzaron por primera vez con extranjeros y se colocaron en el centro del campo. En 2000, renombraron el club de "Papa Joe's Raiders West" en "Papa Joe's Tyrolean Raiders" y el grupo animador de "Raiders Roses" en "Tyrolean Raiderettes". A través del uso creciente de legionarios, los Raiders ganaron en la temporada del 2000 siete de ocho juegos en la primera ronda, así como el juego de postemporada contra los Klagenfurt Cowboys. Sin embargo, la primera participación en el Austrian Bowl terminó con una derrota contra Vienna Vikings 28:34.

#### Primer título
En la temporada 2004, los Raiders lograron su mayor éxito hasta el momento. Vencieron a los Vienna Vikings en el partido por el Austrian Bowl 28:20 después de perder los juegos contra los Vikingos en la primera ronda. En el mismo año, los Raiders ganaron la Copa EFAF 45-0 contra PA Farnham Knights de Gran Bretaña.
Después de esta temporada ganaron las temporadas 2006, 2011, 2015 y 2016.
Actualmente son el tercer equipo más ganador de Austria con 5 títulos, detrás de los Viena Vikings con 14 y los Graz Gigants con 10.

#### Ámbito internacional
A nivel internacional, han ganado las dos competiciones más importantes de Europa. En 2004 ganaron la Copa de la EFAF, y en 2008, 2009 y 2011 la Liga Europea de Fútbol Americano.

## Palmarés
- AFL: 8 campeonatos (2004, 2006, 2011, 2015, 2016, 2018, 2019 y 2021)
- Eurobowl: 3 campeonatos (2008, 2009 y 2011)
- Central European Football League: 3 campeonatos (2017, 2018 y 2019)
- Copa de la EFAF: 1 campeonato (2004)